# Organización de Investigación Científica e Industrial del Commonwealth
La Organización de Investigación Científica e Industrial del Commonwealth (CSIRO)  es una agencia independiente del gobierno federal australiano responsable de la investigación científica. Su función principal es mejorar el desempeño económico y social de la industria en beneficio de la comunidad.
CSIRO trabaja con organizaciones líderes en todo el mundo. Desde su sede en Canberra, CSIRO mantiene más de 50 sitios en Australia y en Francia, Chile y los Estados Unidos, empleando a unas 5500 personas.
La investigación científica financiada con fondos federales comenzó en Australia hace 102 años. El Consejo Asesor de Ciencia e Industria se estableció en 1916, pero se vio obstaculizado por la insuficiencia de fondos disponibles. En 1926 el esfuerzo de investigación fue revitalizado por el establecimiento del Consejo para la Investigación Científica e Industrial (CSIR), que fortaleció el liderazgo científico nacional y aumentó la financiación de la investigación. CSIR creció rápidamente y logró importantes éxitos iniciales. En 1949, otros cambios legislativos incluyeron el cambio de nombre de la organización como CSIRO.
Los desarrollos notables de CSIRO han incluido la invención de la espectroscopia de absorción atómica, los componentes esenciales de la tecnología Wi-Fi, el desarrollo del primer billete de polímero de éxito comercial, la invención del repelente de insectos en Aerogard y la introducción de una serie de controles biológicos en Australia, como la introducción de mixomatosis y calicivirus de conejo para el control de poblaciones de conejos.

## Infraestructura e instalaciones
CSIRO administra instalaciones nacionales de investigación e infraestructura científica en nombre de la nación para ayudar en la entrega de la investigación. Las instalaciones nacionales y los laboratorios especializados están disponibles para usuarios internacionales y australianos de la industria y la investigación.
- Laboratorio Australiano de Salud Animal (AAHL)
- Instalación Nacional del Telescopio de Australia: los radiotelescopios incluidos en la Instalación incluyen el Arsenal Compacto del Telescopio de Australia, el Observatorio de Parkes, el Observatorio de Mopra y el Buscador de Kilómetros Cuadrados de Australia
- Complejo de Comunicaciones del Espacio Profundo de Canberra
- Instalación Marina Nacional, Investigador de RV
- Centro de Supercomputación Pawsey

## Estructura
CSIRO está gobernado por una junta nombrada por el Gobierno de Australia, actualmente presidida por David Thodey. Hay nueve directores inclusive del Director Ejecutivo, actualmente el Dr. Larry Marshall, quien es responsable de la administración de la organización.

## Inventos
Notables invenciones y avances de CSIRO incluyen:
Chip DSP A4
Aerogard, repelente de insectos.
Espectroscopia de absorción atómica
Control biológico de salvinia.
Desarrollo de Linola (una variedad de lino con bajo contenido de ácido alfa-linolénico) con una vida más larga utilizada como alimentación de stock
Equipo de medición de distancia (DME) utilizado para la navegación aérea.
Tijeras genéticas
Interscan Microwave landing system, un sistema de aproximación y aterrizaje por microondas para aeronaves.
Uso de mixomatosis y calicivirus para controlar los números de conejos
Telescopio de Radio Parkes
El plisado permanente para tejidos.
Billete de polímero
Medicamento contra la gripe relenza
Lanza de sirosmelt
"Suavemente" detergente woollens
Imágenes de rayos X de contraste de fase
Componentes esenciales de la tecnología wifi.
Método para utilizar titanio en impresión 3D
Ultrabatería